# Hiʻiaka (satelit)
Hiʻiaka este satelitul mai mare, exterior, al planetei pitice transneptuniene Haumea. Este numit după una dintre fiicele lui Haumea, Hiʻiaka, zeița patroană a insulei mari din Hawaii. Orbitează o dată la 49.12±0.03 zile la o distanță de 49880±198 km, cu o excentricitate de 0.0513±0.0078 și o înclinație de 126.356±0.064°. Presupunând că diametrul său estimat de peste 300 km este precis, poate fi al patrulea sau al cincilea satelit cunoscut ca mărime a unui obiect transneptunian, după Pluto I Charon, Eris I Dysnomia, Orcus I Vanth și, eventual, Varda I Ilmarë și Salacia I Actaea.

## Descoperire
Hiʻiaka fost primul satelit descoperit în jurul Haumea. A fost descoperit pe 26 ianuarie 2005 și poreclit „Rudolph” de către echipa de descoperire înainte de a primi un nume oficial.

## Caracteristici fizice

### Dimensiune și luminozitate
Luminozitatea sa măsurată este de 5.9±0.5%, traducându-se într-un diametru de aproximativ 22% din primar sau în intervalul 320, presupunând un albedo infraroșu similar. Pentru a pune acest lucru în perspectivă, dacă Hiʻiaka ar fi în centura de asteroizi, ar fi mai mare decât toți asteroizii, cu excepția celor patru mai mari, 1 Ceres, 2 Pallas, 4 Vesta și 10 Hygiea. Cu toate acestea, în ciuda dimensiunilor sale relativ mari, studiile pe curba luminii sugerează că Hiʻiaka nu este un sferoid prăbușit gravitațional; ei sugerează în plus că Hiʻiaka nu este în rotație sincronă și are o perioadă de rotație de aproximativ 9,8 ore. 

### Masă
Masa lui Hiʻiaka este estimată a fi de (1.79±0.11)×1019 kg folosind astrometria relativă precisă de la telescopul spațial Hubble și telescopul Keck și aplicând modelul de masă punctual cu trei corpuri sistemului Haumean. 

### Spectru și compoziție
Spectrul infraroșu apropiat al lui Hiʻiaka este dominat de benzi de absorbție a gheții, ceea ce înseamnă că suprafața sa este formată în principal din gheață. Prezența benzii sa centrat la 1.65 μm indică faptul că gheața de suprafață este în principal sub formă cristalină. În prezent, nu este clar de ce gheața de la suprafață nu sa transformat într-o formă amorfă, așa cum ar fi de așteptat, datorită iradierii sale constante de către razele cosmice. 